# ダクシネーシュワル・カーリー寺院
ダクシネーシュワル・カーリー寺院（ The Dakshineswar Kali Temple , ベンガル語：দক্ষিনেশ্বর কালী মন্দির ; Dokkhineshshôr Kali Mondir , サンスクリット：दक्षिणेश्वर काली मंदिर）は、インドの西ベンガル州のコルカタ郊外のダクシネーシュワルに位置するヒンドゥー教の寺院。ラーニー・ラーシュマニーにより1855年に建立された。彼女はのちにラーマクリシュナの信奉者となり、以来彼はこの寺院に居住した。
フグリー川の東岸にあるこの寺院に鎮座する神は、バヴァタリニーといい、カーリーの外観をしている。
主要施設として、凹型の大きな外壁と横一列に並ぶ12のシヴァ聖堂に囲まれた中庭の中に、9つの尖塔をつけたカーリー聖堂がある。ちょうどシヴァ聖堂の端の先に位置する、凹型の外壁の北西の端には、ラーマクリシュナが長年過ごした部屋がある。

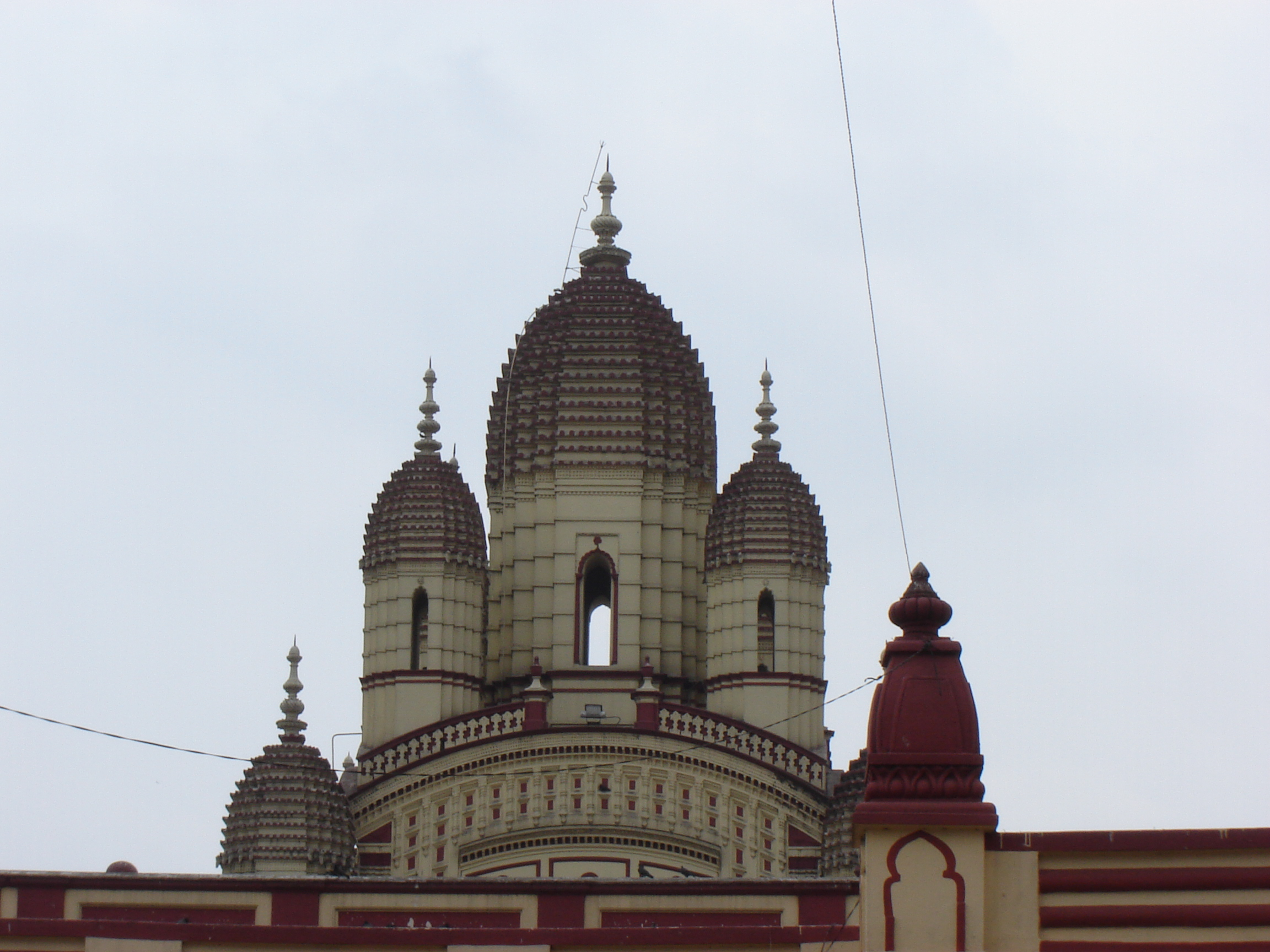
カーリー聖堂の尖塔

他にラーニー・ラーシュマニーに捧げられた礼拝堂、書店などもあり、シヴァ聖堂とフグリー川の間には川に降りて沐浴するための階段が設置されている。
なお、寺院内での写真撮影は禁止されている。